# Brachirus aspilos
Brachirus aspilos es una especie de pez de la familia Soleidae en el orden de los Pleuronectiformes.

## Distribución geográfica
Se encuentran en las  costas de Filipinas, Tailandia, Indonesia, Singapur y Papúa Nueva Guinea.